# Casato di Hornes

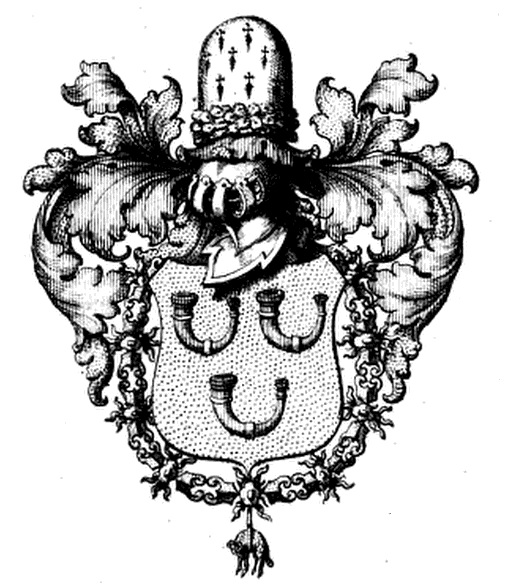
Stemma di Massimiliano Emanuele, 3º principe di Hornes, conte di Baucignies.

Massimiliano de Hornes (+1542)

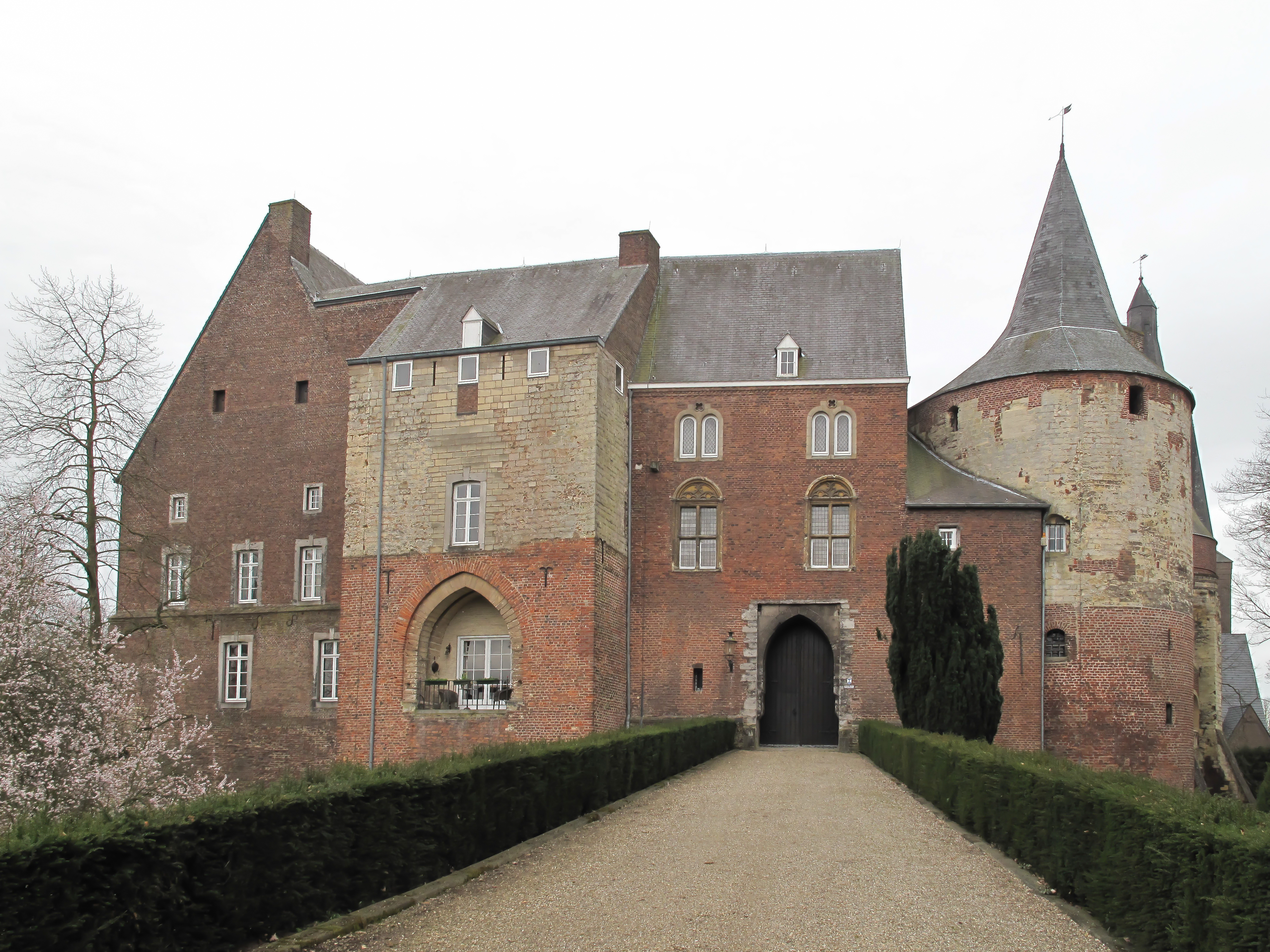
Castello di Horn

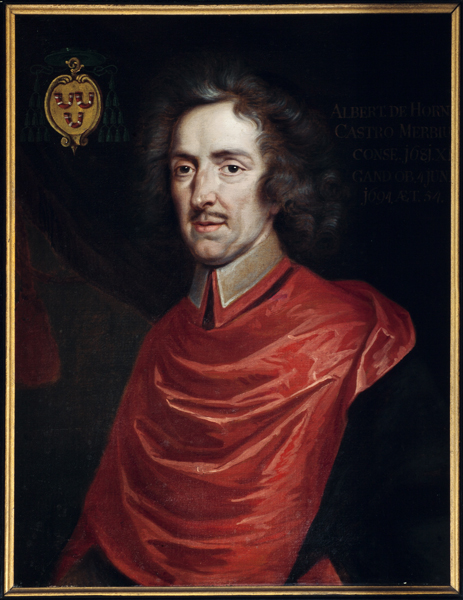
Alberto di Hornes; vescovo di Ghent

Il casato di Hornes fu una importante famiglia nobile, oggi estinta. Horn è un piccolo villaggio nella provincia di Limburgo, nei Paesi Bassi.

## Storia
In origine la signoria (Heerlijkheid) di Horne, era una proprietà dei conti di Looz. il primo menzionato è Willaume, sire di Hornes intorno al 1100 e Arnould, conte di Looz e signore di Hornes e Corswarem, sposò Aleydis van Diest.

### Principato
Il principato di Hornes, una enclave di Liegi nei Paesi Bassi spagnoli, fu creato il 16 ottobre 1677, e conferita da Carlo II di Spagna al conte Eugenio Massimiliano di Hornes (1631-1709), figlio del conte Ambrogio. Nel 1736 l'imperatore Carlo VI d'Asburgo rese il nipote di Eugenio Massimiliano, Massimiliano Emanuele (1695-1763) un principe imperiale. Fondata nel IX secolo dal conte Corrado I, i discendenti di questa famiglia principesca si imparentarono con le dinastie regnanti d'Europa. Nel 1514 Giacomo III di Horn aveva sposato Claudina di Savoia e nel 1530 Anna di Borgogna, che erano discendenti extraconiugali, rispettivamente, dei duchi sovrani della Savoia e della Borgogna. Questi titoli e queste parentele accrebbero il prestigio della.
Il principato era vicino al ducato di Cleves e Thorn, nei Paesi Bassi. I principi possedettero territori in quello che sono gli attuali Belgio, Germania, e Paesi Bassi, mentre in Francia possedettero i villaggi di Auchy-au-Bois e Lestrem dal 1722 al 1766, e Floringhem dal 1774 al 1789. Hornes diventò alleata della Francia, e per questo patì la rivoluzione francese.

### Signori di Hornes-Bassignies
Un ramo della famiglia diventò signori di Baucigny, qualche volta nota sin dal XII secolo come Bassigny, Beaucigny, Baucignies o Bussigny. I discendenti cadetti dei signori di Bassignies erano noti come Hornes-Bassigies. Sia i cadetti che i signori di Bassignies contrassero matrimoni all'interno di importanti casate nobiliari. L'influenza della famiglia era garantita da una rete familiare unica.

### Signori di Gaesbeecq
Gaesbeeck era uno dei più importanti domini, incluso il famoso castello di Gaasbeek che la famiglia possedette per diverse generazioni. Filippo di Hornes, barone di Bassignies vendette Gaesbeeck a Lamoral di Egmont nel 1565. Più tardi nel 1615 Sabina d'Egmont vendette Gaesbeeck a René de Renesse.

### Principi di Hornes-Bassignies
Sebbene il ramo dei principi di Hornes sia oggi estinta, tra i suoi discendenti vi è l'attuale famiglia reale belga, il duca di Ursel, il defunto re Michele di Romania e la defunta 18ª duchessa d'Alba.